# Liste der Bischöfe von Dresden-Meißen

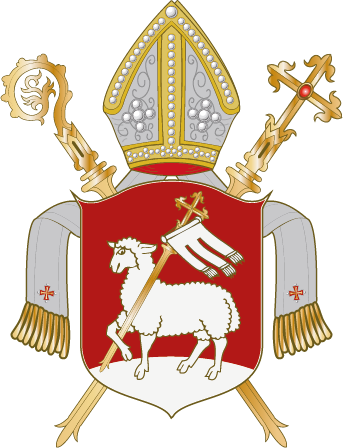
Wappen des alten Bistums Meißen

Das mittelalterliche Bistum Meißen erstreckte sich über das obersächsische Kerngebiet der Markgrafschaft Meißen hinaus in die Lausitz, sodass bei Einführung der Reformation im albertinischen Herzogtum Sachsen 1539 weiterhin katholische Gebiete bestanden. Diese Liste führt die Bischöfe des Bistums Meißen bis zur Reformation, die anschließend für die Lausitz eingesetzten Apostolischen Präfekten von Meißen, die Apostolischen Vikare in den Sächsischen Erblanden seit der sächsisch-polnischen Zeit sowie die Bischöfe des 1921 wiedererrichteten Bistums Meißen, seit 1979 Bistum Dresden-Meißen. Hier nicht aufgeführt sind die Weihbischöfe in Meißen.

## Die Bischöfe im Mittelalter und der Frühneuzeit
Folgende Liste gibt eine Abfolge der Bischöfe des römisch-katholischen Bistums Meißen.
| Nr. | Bischof                               | von  | bis     | Beschreibung | Darstellung                       | Wappen                                                                             |
| --- | ------------------------------------- | ---- | ------- | --- | --------------------------------- | ---------------------------------------------------------------------------------- |
| 01  | Burchard                              | 968  | 969     | |                                   |                                                                                    |
| 02  | Volkold                               | 969  | 992     | |                                   |                                                                                    |
| 03  | Eido I.                               | 992  | 1015    | Eido war ein Zeitgenosse des Bischofs Thietmar von Merseburg. |                                   |                                                                                    |
| 04  | Eilward                               | 1016 | 1023    | Eilward wurde von Kaiser Heinrich II. ernannt. Während seiner Zeit als Bischof war Hermann I. Markgraf von Meißen. |                                   |                                                                                    |
| 05  | Hugbert                               | 1023 | 1024    | Hugbert wurde wie sein Nachfolger vom Magdeburger Metropoliten Humfried zum Bischof geweiht. |                                   |                                                                                    |
| 06  | Dietrich I.                           | 1024 | 1040    | Dietrich I. war der Stifter der St.-Afra-Kirche. Er nahm an der von Konrad II. 1027 einberufenen Synode von Frankfurt teil. Meißen und die Lausitz wurden zum Kriegsschauplatz zwischen dem Kaiser und Mieszko II. Lambert. Der Kaiser zerstörte Tempel und Götzen der Wenden und schloss jene, die sich nicht zum christlichen Glauben bekennen wollten von privilegierten Stellungen aus. |                                   |                                                                                    |
| 07  | Eido II.                              | 1040 | 1046    | Eido II. erscheint in Urkunden einzig im Rahmen einer Schenkung von Kaiser Heinrich III. an das Meißner Hochstift, welche durch Fürsprache vom Magdeburger Erzbischof Humfried und dem Meißener Markgrafen Ekkehard I. angeregt wurde. |                                   |                                                                                    |
|     | Meinward                              |      |         | Ältere Bischofsreihen führen an dieser Stelle einen Bischof Meinward für die Zeit von 1046 bis 1051 auf. Es handelt sich aber um eine historisch falsche Zuordnung des Bischofs Reinward (1140–1150). |                                   |                                                                                    |
| 08  | Bruno I.                              | 1046 | 1065    | Die Existenz Brunos I. ist durch – lediglich – drei Schenkungsurkunden sicher belegt. Markgraf von Meißen war bis 1062 Wilhelm, dem Otto I. nachfolgte. |                                   |                                                                                    |
| 09  | Reiner                                | 1065 | 1066    | Reiner wurde vom Magdeburger Metropoliten Werner von Steußlingen geweiht. Er war nur zwei Jahre als Bischof aktiv. |                                   |                                                                                    |
|     | Craft                                 | 1066 | 1066    | Craft war Propst in Goslar. Die Kaiserpfalz Goslar mit dem Goslarer Dom oder dem Goslarer Stift hatte eine Blütezeit erreicht. Craft wurde als Bischof gewählt und erhielt die Weihe. Er starb jedoch vor seiner Rückkehr nach Meißen. |                                   |                                                                                    |
| 10  | Hl. Benno                             | 1066 | 1106    | | Nicht-zeitgenössische Darstellung |                                                                                    |
| 11  | Herwig                                | 1106 | 1119    | Herwig soll in Wurzen im Gau Siusili geboren worden sein, wo er auch das Kollegiatstift Wurzen gründete und dort begraben wurde. 1119 startete ein Kreuzzug gegen die Sorben, dem offenbar erbitterte Streitigkeiten im Grenzland vorangegangen waren. |                                   |                                                                                    |
|     | Grambert                              |      |         | Ältere Bischofsreihen führen an dieser Stelle einen Bischof Grambert für die Zeit von 1118/1119 bis 1125 auf. Es handelt sich aber um eine historisch falsche Zuordnung des Bischofs Reinward (1140–1150). |                                   |                                                                                    |
| 12  | Godebold                              | 1119 | 1140    | Godebold wurde vom Magdeburger Metropoliten Rudgar von Veltheim inthronisiert. Mit dessen Nachfolger, dem Heiligen Norbert von Xanten verband Godebold ein freundschaftliches Verhältnis. Auf einer 1130 abgehaltenen Diözesansynode waren der Markgraf Konrad I. mit seinen Söhnen Otto, Dietrich, Heinrich, Dedo und Friedrich anwesend. |                                   |                                                                                    |
| 13  | Reinward                              | 1140 | 1150    | Reinward war zunächst Dompropst in Meißen. Er erlebte den Zweiten Kreuzzug. |                                   |                                                                                    |
|     | Berthold                              |      |         | Ältere Bischofsreihen führen an dieser Stelle einen Bischof Berthold für die Zeit von 1146 bis 1149/50 auf. Ein solcher Bischof ist aber nicht belegbar. |                                   |                                                                                    |
| 14  | Albrecht I.                           | 1150 | 1152    | Albrecht I. soll aus sorbischem Adel stammen. Der zeitgenössische Geschichtsschreiber und Freisinger Bischof Otto erwähnt ihn im Zusammenhang mit der Auseinandersetzung zwischen Friedrich von Berg und Hermann von Horn um den Bischofsstuhl in Utrecht. Mit Zustimmung des Papstes stand das Bistum unter dem Schutz des Markgrafen Konrad von Meißen. Ebenso wie das Bistum Naumburg akzeptierte man im Gegenzug Abgabe und andere Ansprüche. 1152 beauftragte der römisch-deutsche König Konrad III. den als sprachgewandt geltenden Bischof zu einer diplomatischen Mission zum griechischen Kaiser Manuel I. Der Bischof starb auf dem Weg dorthin oder an seinem Ziel in Konstantinopel. |                                   |                                                                                    |
|     | Bruno II.                             |      |         | Ältere Bischofsreihen führen an dieser Stelle einen Bischof Bruno II., nach anderer Zählweise auch Bruno I. für die Zeit von 1152 bis 1154 auf. Ein solcher Bischof ist aber nicht belegbar. Ursache des Fehlers ist offenbar eine zeitlich falsche Datierung von Bruno I. (1046–1065). |                                   |                                                                                    |
| 15  | Gerung                                | 1152 | 1170    | Gerung siedelte eingewanderte flämische Bauern in Kühren an und stattete sie mit einigen Privilegien aus. Herzog Vladislav II. fiel aufgrund von Grenzstreitigkeiten mit der Markgrafschaft Meißen ins Land ein und richtete Verwüstungen an. |                                   |                                                                                    |
| 16  | Martin                                | 1170 | 1190    | Martin zählte zu den Teilnehmern des Dritten Laterankonzils. Die Gründung des Klosters Altzella fällt in seine Zeit als Bischof. Er starb auf dem Dritten Kreuzzug in der Nähe der Stadt Tyros. |                                   |                                                                                    |
| 17  | Dietrich II. von Kittlitz             | 1191 | 1208    | |                                   | Familienwappen aus Siebmachers Wappenbuch                                          |
| 18  | Bruno II. von Porstendorf             | 1209 | 1228    | |                                   |                                                                                    |
| 19  | Heinrich                              | 1228 | 1240    | |                                   |                                                                                    |
| 20  | Konrad I. von Wallhausen              | 1240 | 1258    | |                                   |                                                                                    |
| 21  | Albrecht II. von Mutzschen            | 1258 | 1266    | siehe auch Mutzschen |                                   |                                                                                    |
| 22  | Withego I. von Furra                  | 1266 | 1293    | |                                   |                                                                                    |
| 23  | Bernhard von Kamenz                   | 1293 | 1296    | |                                   |                                                                                    |
| 24  | Albrecht III. von Leisnig             | 1296 | 1312    | Albrecht III. stammte aus dem burggräflichen Geschlecht derer von Leisnig. |                                   |                                                                                    |
| 25  | Withego II. von Colditz               | 1312 | 1342    | siehe auch Colditz (Adelsgeschlecht) |                                   |                                                                                    |
| 26  | Johann I. von Isenburg                | 1342 | 1370    | |                                   |                                                                                    |
|     | Dietrich von Schönberg                | 1370 | 1370    | Dietrich von Schönberg wurde 1370 zum Bischof gewählt. Diese Wahl wurde in Rom allerdings zunächst nicht anerkannt. Dietrich starb auf der Rückreise von Rom, nachdem er sich von Papst Urban V. eine Bestätigung seiner Wahl eingeholt hatte. |                                   | Familienwappen aus Siebmachers Wappenbuch                                          |
| 27  | Konrad II. von Kirchberg-Wallhausen   | 1370 | 1375    | |                                   |                                                                                    |
| 28  | Johann II. von Jenstein               | 1375 | 1379    | |                                   |                                                                                    |
| 29  | Nikolaus I.                           | 1379 | 1392    | |                                   |                                                                                    |
| 30  | Johann III. von Kittlitz              | 1392 | 1398    | Johann III. stammte aus der Familie von Kittlitz. Er war zuvor Bischof von Lebus (1382–1392). Altersbedingt resignierte er 1398 und starb 1408. |                                   | Familienwappen aus Siebmachers Wappenbuch                                          |
| 31  | Thimo von Colditz                     | 1399 | 1410    | siehe auch Colditz (Adelsgeschlecht) |                                   |                                                                                    |
| 32  | Rudolf von der Planitz                | 1411 | 1427    | |                                   | Familienwappen                                                                     |
| 33  | Johannes IV. Hoffmann von Schweidnitz | 1427 | 1451    | |                                   |                                                                                    |
| 34  | Caspar von Schönberg                  | 1451 | 1463    | |                                   | Familienwappen aus Siebmachers Wappenbuch                                          |
| 35  | Dietrich III. von Schönberg           | 1463 | 1476    | |                                   | Familienwappen aus Siebmachers Wappenbuch                                          |
| 36  | Johann V. von Weißenbach              | 1476 | 1487    | Johann V. war ein Zeitgenosse von Melchior von Meckau, der 1482 Dompropst von Meißen war. |                                   | Wappenrelief in Meißen                                                             |
| 37  | Johann VI. von Saalhausen             | 1487 | 1518    | siehe auch Saalhausen (Adelsgeschlecht) |                                   | Familienwappen aus Siebmachers Wappenbuch · Bischöfliches Wappen in Schloss Wurzen |
| 38  | Johann VII. von Schleinitz            | 1518 | 1537    | siehe auch Schleinitz (Adelsgeschlecht) |                                   | Familienwappen                                                                     |
| 39  | Johann VIII. von Maltitz              | 1537 | 1549    | siehe auch Maltitz (Adelsgeschlecht) |                                   | Familienwappen aus Siebmachers Wappenbuch                                          |
| 40  | Nicolaus II. von Carlowitz            | 1550 | 1555    | siehe auch Carlowitz (Adelsgeschlecht) |                                   | Familienwappen                                                                     |
| 41  | Johann IX. von Haugwitz               | 1555 | 1559/81 | Johann IX. stammte aus der Familie von Haugwitz. Er war der letzte Bischof des im Zuge der Reformation protestantisch gewordenen Bistums Meißen. Er bestimmte 1559 Johann Leisentrit zum Administrator der verbliebenen katholischen Gebiete. 1581 gab er sein Amt als Bischof auf, wechselte selbst zum Protestantismus und heiratete ein Jahr später. Er starb 1595. | Nicht-zeitgenössische Darstellung | Familienwappen aus Siebmachers Wappenbuch                                          |

## Apostolische Präfekten von Meißen

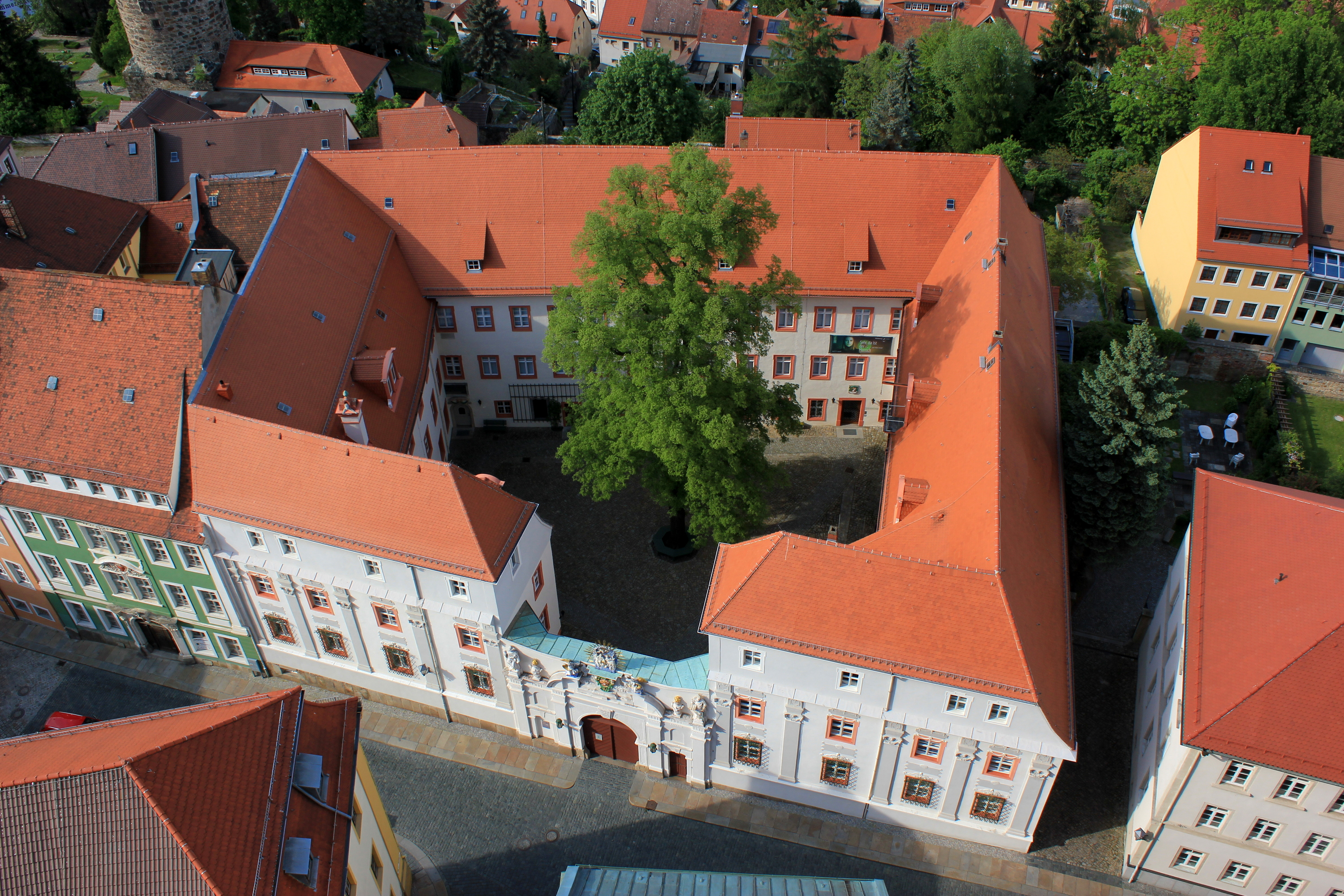
Das Domstift in Bautzen, Sitz der Apostolischen Präfektur

In den beiden Lausitzen wurde einige Standesherrschaften protestantisch, doch konnte sich in manchen Gebieten der katholische Glaube halten. Bischof Johann IX. hatte für das Diözesangebiet außerhalb des damaligen Sachsens 1560 Johann Leisentritt als Diözesanadministrator für die lausitzischen Gebiete mit Sitz in Bautzen eingesetzt. 1567 errichtete der Heilige Stuhl für das lausitzische Diözesangebiet Meißens 1567 die Apostolische Präfektur Meißen mit Leisentritt als Präfekt. Ein Apostolischer Präfekt ist dabei Inhaber eines Bistums auf Probe.
Nach ihrem Sitz bzw. ihrer Lage wurde die Präfektur auch Apostolische Präfektur Bautzen oder Apostolische Präfektur der Lausitzen genannt, nach der preußischen Annexion von Niederlausitz und östlicher Oberlausitz auch Apostolische Präfektur der (sächsischen) Oberlausitz. Die Präfektur für die (ober-)lausitzischen Gebiete des ehemaligen Bistums Meißen hatte der Domdekan zu Bautzen in Personalunion inne, dessen bischöfliche Funktion ab dem 19. Jahrhundert meist durch Weihe als Titularbischof unterstrichen wurde.
| Name                                                                                     | von     | bis  |
| ---------------------------------------------------------------------------------------- | ------- | ---- |
| Johann Leisentrit, als Diözesanadministrator bis 1567, als Apostolischer Präfekt ab 1567 | 1560/67 | 1586 |
| Gregor Leisentrit                                                                        | 1587    | 1594 |
| Christoph von Blöbel                                                                     | 1594    | 1609 |
| August Wiederin von Ottersbach                                                           | 1609    | 1620 |
| Gregor Kathmann von Maurugk                                                              | 1620    | 1644 |
| Johann Hasius von Lichtenfeld                                                            | 1644    | 1650 |
| Martin Saudrius von Sternfeld                                                            | 1650    | 1655 |
| Bernhard von Schrattenbach, stellvertretender Administrator der Präfektur                | 1655    | 1660 |
| Christophorus Johannes Reinheld von Reichenau                                            | 1660    | 1665 |
| Peter Franz Longinus von Kieferberg                                                      | 1665    | 1675 |
| Martin Ferdinand Brückner von Brückenstein                                               | 1676    | 1700 |
| Matthäus Johann Josef Vitzki                                                             | 1700    | 1713 |
| Martin Bernhard Just von Friedenfels                                                     | 1714    | 1721 |
| Johann Josef Ignaz Freyschlag von Schmidenthal                                           | 1721    | 1743 |
| Jakob Wosky von Bärenstamm                                                               | 1743    | 1771 |
| Carl Lorenz Cardona                                                                      | 1772    | 1773 |
| Martin Nugk von Lichtenhoff                                                              | 1774    | 1780 |
| Johann Joseph Schüller von Ehrenthal                                                     | 1780    | 1794 |
| Wenzel Kobalz                                                                            | 1795    | 1796 |
| Franz Georg Lock                                                                         | 1796    | 1831 |
| Ignaz Bernhard Mauermann                                                                 | 1831    | 1841 |
| Matthäus Kutschank                                                                       | 1841    | 1844 |
| Joseph Dittrich                                                                          | 1845    | 1853 |
| Ludwig Forwerk                                                                           | 1854    | 1875 |
| Franz Bernert                                                                            | 1875    | 1890 |
| Ludwig Wahl                                                                              | 1890    | 1905 |
| Georg Wuschanski, als Dekansadministrator                                                | 1900    | 1905 |
| Georg Wuschanski                                                                         | 1905    |      |
| Aloys Schäfer                                                                            | 1906    | 1914 |
| Franz Löbmann                                                                            | 1914    | 1920 |
| Jakub Skala, als Administrator der Präfektur                                             | 1920    | 1921 |

## Die Apostolischen Vikare in den Sächsischen Erblanden
Im Jahre 1708 wurde der Beichtvater des sächsischen Kurfürsten Friedrich August I., Karl Moritz Vota (SJ) für fünf Jahre zum „Apostolischen Präfekten“ der „Mission in Dresden und in ganz Sachsen“ ernannt. Ob diese Rechte verlängert wurden, ist ungewiss, er scheint sie jedoch bis zu seinem Tode 1715 ausgeübt zu haben.
In der Folge unterstanden die Katholiken in Sachsen der Jurisdiktion des Apostolischen Vikars der Nordischen Missionen bzw. dem Kölner Nuntius. Über die formale Errichtung eines Apostolischen Vikariates für Sachsen liegen keine Dokumente vor, es kann jedoch von einem solchen ausgegangen werden.
| Name                               | von  | bis  |
| ---------------------------------- | ---- | ---- |
| Ludwig Li(e)geritz, SJ             | 1743 | 1749 |
| Leo Rauch, SJ                      | 1749 | 1763 |
| Augustin Eggs, SJ                  | 1763 | 1764 |
| Franz Herz, SJ                     | 1764 | 1800 |
| Johann Aloys Schneider             | 1801 | 1818 |
| Ignaz Bernhard Mauermann           | 1819 | 1841 |
| Franz Laurenz Mauermann            | 1841 | 1845 |
| Joseph Dittrich                    | 1846 | 1853 |
| Ludwig Forwerk                     | 1854 | 1875 |
| Franz Bernert                      | 1875 | 1890 |
| Ludwig Wahl                        | 1890 | 1900 |
| Carl Maaz (Apostolischer Provikar) | 1900 | 1903 |
| Georg Wuschanski                   | 1903 | 1905 |
| Aloys Schäfer                      | 1906 | 1914 |
| Franz Löbmann                      | 1914 | 1920 |
| Jakub Skala (Administrator)        | 1920 | 1921 |

## Die Bischöfe von Meißen (1921–79) und von Dresden-Meißen (seit 1979)

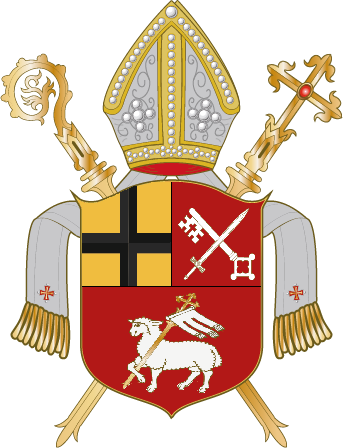
Wappen des wiedererrichteten Bistums seit 1921

Das Bistum Meißen wurde am 26. Juni 1921 mit Sitz in Bautzen wiedererrichtet. Am 15. November 1979 wurde die Bezeichnung des Bistums Meißen auf Dresden-Meißen geändert. Bischof Gerhard Schaffran verlegte im folgenden Jahr am 25. März 1980 den Bischofssitz nach Dresden. Bischöfe von Meißen bzw. Dresden-Meißen waren und sind im Umfang der Gebiete der bisherigen Apostolischen Präfektur Sächsische Oberlausitz und des Apostolischen Vikariates Sachsen einschließlich Sachsen-Altenburg und der beiden reußischen Fürstentümer in Thüringen.
| Name                 | von                | bis              | Bild | Wappen |
| -------------------- | ------------------ | ---------------- | ---- | ------ |
| Christian Schreiber  | 18. September 1921 | 31. August 1930  |      |        |
| Conrad Gröber        | 15. Februar 1931   | 21. Mai 1932     |      |        |
| Petrus Legge         | 28. Oktober 1932   | 9. März 1951     |      |        |
| Heinrich Wienken     | 9. März 1951       | 21. August 1957  |      |        |
| Otto Spülbeck        | 20. Juni 1958      | 21. Juni 1970    |      |        |
| Gerhard Schaffran    | 21. September 1970 | 31. Juli 1987    |      |        |
| Joachim Reinelt      | 20. Februar 1988   | 20. Februar 2012 |      |        |
| Heiner Koch          | 16. März 2013      | 8. Juni 2015     |      |        |
| Heinrich Timmerevers | 27. August 2016    |                  |      |        |